# معنویت
معنای معنویت در طول تاریخ توسعه و گسترش یافته، برای آن معانی مختلفی را در کنار یکدیگر می‌توان یافت. معنوی می‌تواند در معنای روحانی در مقابل مادی و باطنی در مقابل ظاهری به‌کار رود. معنویت می‌تواند امر قدسی یا غیبی، ارزش‌های اخلاقی، دین، عرفان و هر نوع معنابخشی به زندگی را دربرگیرد. معنویت لزوماً متعلّق به یکی از ادیان نهادینه و تاریخی نیست، بلکه به معنای داشتن نگرشی به عالم و آدم است که به انسان آرامش، شادی و امید بدهد.
به‌طور سنتی بسیاری از ادیان، معنویت را یکی از ابعاد صحیح تجربهٔ دینی می‌دانند. بسیاری دین را معادل معنویت می‌دانند، اما کاهش پیروان بعضی از ادیان رسمی با رشد سکولاریسم در جهان غرب سبب رشد دیدگاه‌های وسیعی از معنویت شده‌است. معنویت به حقیقت نهایی یا غیرمادی اشاره دارد. راهی درونی که شخص را قادر به کشف ماهیت هستی یا عمیق‌ترین ارزش‌ها و معانی زندگی مردم می‌سازد. تمرین‌های معنوی شامل مدیتیشن و مراقبه، هدفشان زندگی درونی شخصی است. چنین تمرین‌هایی به تجربه یا ارتباط با حقیقت برتر منجر می‌شوند؛ یعنی فهم بهتر خود در ارتباط با اشخاص دیگر یا با جامعهٔ انسانی، با طبیعت یا جهان یا با عرصهٔ روحانی. معنویت غالباً به عنوان منبع انرژی یا جهت‌یابی در زندگی قلمداد می‌شود. می‌توان آن را توجه به حقایق غیرمادی یا ماندگار یا ذات متعالی جهان دانست و این چنین می‌باشد

## واژه‌شناسی
معنویت در لغت، مصدر جعلی معنوی و به‌معنای معنوی بودن است و معنوی و معنویت به هر آنچه شامل، یا مربوط به معنی یا روح باشد گفته می‌شود و در مقابل ظاهری و مادی است. معنویت یعنی وجود معنا، و هر آنچه مادی نباشد را معنوی گویند. برای ترجمهٔ معادلِ اسپیریتوالیته در زبان‌های غربی از این کلمه کاربرد می‌شود.

## معنویت از دیدگاه‌های مختلف

### روان‌شناسی دین
روان‌شناسی دین به عنوان رشته‌ای علمی مبتنی است بر تعریف‌هایی عملیاتی؛ در این رشته تعاریف متعددی برای «معنویت» و معیارهای مختلفی برای سنجش معنویت افراد وجود دارد. جای بحث دارد که معنویت را باید جدا از دین لحاظ کرد یا نه، و آیا به عنوان شاخه‌ای از دین قابل مطالعه است. این بحث البته وابسته است به اینکه معنویت را چگونه تعریف کنیم.

### معنویت سکولار
معنویت سکولار می‌کوشد جنبه‌هایی از زندگی و تجربهٔ انسانی را که با دیدگاه‌های ماتریالیستی و مکانیکی صرف به دست نیامده است، تشخیص دهد بدون آنکه به معنویت اعتقاد داشته باشد. این رشته ممکن است انواعی از تمرین‌های معنوی مانند مدیتیشن یا تمرکز حواس را برای انسان مفید یا حتی لازم بداند بدون آنکه اعتقادی به توضیحات یا توجیهات فراطبیعی در انسان داشته باشد. در واقع اصلاً ارتباطی بین معنویت و اعتقاد در کار نیست. کلمه «معنویت» صرفاً به دیدگاه‌های مذهبی غالباً شخصی و غیرنظام‌مند که ویژگی کثرت‌گرایانه دارند مربوط است تا به اعتقادات نظری و ادیان نظام‌یافته.

### خداناباوری
اما با توجه به اینکه خداناباوران تمایل به شکاکیت درباب ادعاهای فراطبیعی و وجود واقعی روح دارند، برخی از آن‌ها معنویت را افکار، احساسات، کلمات و رفتارهای پیشرفته‌ای می‌دانند که به‌گونه‌ای با کل کائنات در ارتباط است، ولو با نوعی رابطهٔ ضعیف علی و معلولی. برخی از نسخه‌های بودیسم یک چنین چیزی است اگرچه باید در نظر داشت فراطبیعی لزوماً به معنای خداباورانه نیست.

### عصر جدید
در مقابل عصر جدیدی‌ها −یعنی غرب متمایل به هندوئیسم− برآن‌اند که معنویت ارتباطی با روح/قدرت/انرژی‌ای فراهم می‌کند که سبب درک عمیق‌تر از خود می‌شود. معنویت تاحدی شامل خودنگری و بهبود زندگی درونی از طریق تمریناتی مانند مدیتیشن، نماز و مراقبه است. برخی مکاتب جدید معنویت را در هر چیزی موجود می‌دانند؛ مانند دو مکتب همه‌خداباوری و همه‌خداباوری جدید. همین‌طور «طبیعت‌گرایی دینی» هم نگاهی معنویت‌مدار دارد و معنویت را در جهان طبیعت پنهان می‌داند.

## راه معنوی
معنویت در انواع مختلفی از مفاهیم فرهنگی و دینی شامل راهی معنوی تلقی می‌شود که در آن فرد می‌تواند به چیزی مثل سطح بالایی از هوشیاری یا انسان کامل شدن یا رسیدن به حکمت یا اتحاد با خدا یا خلقت دست یابد. تمثیل غار افلاطون که در کتاب هفتم جمهوری آورده شده‌است شرحی از یک سفر است (چنان‌که در نوشته‌های ترزای آویلایی آمده‌است). سفر روحانی مسیری است که بعد ذهنی و فردی دارد. سفر معنوی برای رسیدن به هدفی معلوم می‌تواند دوره‌ای کوتاه یا طولانی داشته باشد. هر حادثه‌ای در زندگی بخشی از این سفر است اما می‌تواند به‌طور خاص لحظاتی مشخص یا برجسته هم داشته باشد مانند تمرینات مختلف معنوی (از قبیل مراقبه، نماز و روزه)؛ ارتباط با فردی که تجربه‌های عمیق معنوی را از سر گذرانده (که به او استاد، پیر، مرشد روحانی یا گورو می‌گویند بسته به اینکه در چه فرهنگی باشد)؛ رویکرد شخص به متون مقدس و …

اگر مسیر معنوی همه تاحدی یا کاملاً یکی باشد در ابتدای راه ممکن است این حالات به صورت آزمایش یا غلبه باشد. چنین آزمون‌هایی غالباً پیش از نتیجهٔ اجتماعی، امتحانی‌اند برای خود فردی که به آن‌ها رسیده‌است. معنویت می‌تواند دو بعد داشته باشد: یکی رشد درونی، دیگری ابراز نتیجهٔ این رشد در جهان.
اگر چه دو واژه معنویت و دین هردو می‌توانند به معنای مشترک جستجوی امر مطلق یا خداوند دلالت کنند، شمار فزاینده‌ای از مردم این دو را دو هویت جداگانه تلقی می‌کنند. دین تنها یک راه برای رسیدن به تجربه‌های معنوی است. ویلیام ایروین، مرتاض و مورخ فرهنگ معتقد است «دین همان معنویت نیست؛ بلکه دین شکلی است که معنویت در جریان تمدن به خود گرفته‌است». بابی مانجو نیز گفته‌است: «دین پایان و معنویت آغاز است».
کسانی که از معنویت خارج از دین سخن می‌گویند غالباً خود را افراد معنوی غیردینی می‌خوانند. بر اساس نتایج نظرسنجی‌ی آنلاین موسسّهٔ گمان ۷٪ ایرانی‌ها خود را معنوی دانسته و ۳٪ به عرفان (تصوف) گرایش دارند. طبق یک نظرسنجی حدود یک‌چهارم مردم آمریکا خود را افرادی معنوی ولی بی‌دین می‌دانند.
می‌توان چنین گفت که دین نوعی جستجوی بیرونی رسمی است درحالی که معنویت جستجوی درون است. معنویت به این معنا با شکاکیت دربارهٔ عالم ماورا سازگار است. می‌توان گفت معنویت به جای آنکه هدف باشد خود مسیر است؛ یعنی گرایش و شیوه‌ای که فرد برای زندگی برمی‌گزیند نه هدفی که باید به آن برسد.